# Lví král (film, 1994)
Lví král (v anglickém originále The Lion King) je americký animovaný film z roku 1994 režisérů Roba Minkoffa a Rogera Allersa. Jde o 32. animovaný film z tzv. animované klasiky Walta Disneye. Premiérován byl dne 15. června 1994.
Jeho námět vychází z příběhu dánského prince Hamleta Williama Shakespeara. Příběh se odehrává na africké savaně v říši zvířat, kde vládne ke spokojenosti všech král Mufasa a právě se mu narodil syn Simba. Celé království s radostí vítá následníka trůnu, jen králův bratr Scar je touto zprávou nemile překvapen. Chce se stát králem místo Mufasy a Simba je další překážkou.
Do kin vstoupil s rekordní tržbou převyšující 700 000 000$. Snímek patří do období známého jako Disneyho renesance (1989–1999). Snímek byl oceněn dvěma Oscary, jednou za populární písničku Eltona Johna Can You Feel the Love Tonight. Na hudbě k filmu se podíleli sir Elton John, Tim Rice, a Hans Zimmer. Mnohými je pokládán za jeden z nejlepších animovaných filmů. V roce 2008 ho Americký filmový institut zařadil mezi 10 nejlepších animovaných filmů na světě.
Hlasy postaviček v originále namluvili herci jako Matthew Broderick (Simba), James Earl Jones (Mufasa), Rowan Atkinson (Zazu), Whoopi Goldberg (Shenzi), a Jim Cummings (Ed). V českém znění namluvili postavy: Martin Sobotka (Simba), Petra Hanžlíková (Nala), Miroslav Moravec (Mufasa), Pavel Soukup (Scar), Jan Kalous (malý Simba), Stanislav Fišer (Zazu), Jana Drbohlavová (Shenzi) a další. Na tento film pak navazuje snímek Lví král 2: Simbův příběh a Lví král 3: Hakuna Matata. V roce 2019 vznikl fotorealistický počítačově animovaný remake Lví král.

## Děj
Ve Lví říši vládne zvířatům spravedlivý král Mufasa, kterému se narodí jeho první syn, lvíček Simba. Mufasův zákeřný bratr Scar se chce stát králem a tak vymýšlí různé plány, jak se Mufasy a Simby zbavit. Simba je Scarem úmyslně naváděn do nebezpečí, ačkoliv nemá tušení, že za tím stojí právě Scar. Ve sloním hřbitově Simbu a jeho kamarádku Nalu málem roztrhají hyeny, které Scarovi slouží.
Později Scar za pomoci těchto hyen splaší stádo pakoňů, které se řítí kaňonem na Simbu. Mufasa se ho vydá zachránit, což se mu povede, a sám šplhá na skálu, aby se zachránil. Na vrcholu však čeká Scar a shodí jej do kaňonu, takže Mufasa zemře pod kopyty pakoňů.
Simba utíká, protože mu Scar namluvil, že je to jeho vina. Zachrání jej Pumba, prase bradavičnaté, a jeho kamarád Timon, což je malá surikata. Ti žijí podle hesla hakuna matata, což znamená „netrap se“, a tímto přístupem nakazí i Simbu. Ten pak u nich prožívá bezstarostný život a dospívá v silného lva.
Mezitím Lví říši kraluje Scar, ale jeho vláda ji zcela zdevastuje. Nala se vydá hledat pomoc a přitom potká Simbu. Zamilují se do sebe a Nala jej přesvědčuje, aby se vrátil a ujal se vlády, ale Simba to odmítá. Potom však Mufasův přítel opičák Rafiki Simbovi připomene, že je Mufasův syn a jediný pravý král. Simba se vrátí se Scarem bojovat.
Scar se pokusí Simbu zastrašit připomínkou toho, že Simba že může za smrt Mufasy. Přitom je však donucen prozradit, že on sám Mufasu zabil. Vypukne bitva mezi hyenami, které uznávají Scara, a lvicemi, které za krále pokládají Simbu. Lvice nakonec zvítězí a Scar dostává od Simby milost, ale vzápětí je roztrhán hyenami.
Země se opět zazelená a Simba s Nalou oslavují narození potomka Kopy. Kopa se ve filmu objevil pouze jednou, a to v prvním díle z roku 1994. Je to budoucí král a syn Simby a Naly. Jeho mladší sestrou je Kiara. Jenže co se Kopovi stalo zjistíte v knize.

## Seznam písniček
- Život proudí v nás (Circle of life) - úvodní píseň; zvířata oslavují narození Simby
- Ranní hlášení (Morning Report) - Zazu přináší novinky z říše a Simba si na něm zkouší lovení kořisti
- Já toužím být brzy král (I just can't wait to be king) - Simba odporuje Zazuovým radám a nakonec Zazua odláká, aby jim nezabránil navštívit Sloní hřbitov
- Buď připraven (Be prepared) - Scar sděluje hyenám plán, že chce zabít Mufasu
- Hakuna Matata (Hakuna Matata) - Timon a Pumba učí Simbu bezstarostnému životnímu stylu
- Vím, že nám noc lásku dá (Can you feel the love tonight) - Nala a Simba se do sebe zamilují
- Hula hula (Hula hula) - Timon a Pumba se snaží odlákat hyeny
- Kings and Vagabonds (jen v angličtině) - titulková písnička; upravená verze Can you feel the love tonight

## České znění
- Mufasa – Miroslav Moravec
- Malý Simba – Jan Kalous, zpívají Josef Vágner a Kateřina Buriánová
- Velký Simba – Martin Sobotka, zpívá Jiří Langmajer
- Malá Nala – Monika Ticháčková
- Velká Nala – Petra Hanžlíková, zpívá Jana Mařasová
- Scar – Pavel Soukup
- Zazu – Stanislav Fišer
- Timon – Tomáš Trapl
- Pumba – Jan Krobůček
- Rafiki – Stanislav Zindulka
- Shenzi – Jana Drbohlavová
- Banzai – Vlastimil Zavřel
- Sarabi – Hana Talpová

Úvodní píseň zpívá Jitka Zelenková.